# Papilio syfanius
Espèce
Papilio syfanius est une espèce de lépidoptères (papillons) de la famille des Papilionidae. Cette espèce est présente en Chine, au Yunnan, au Sichuan et dans l'est du Tibet.

## Systématique
L'espèce Papilio syfanius a été décrite en 1886 par l'entomologiste français Charles Oberthür.